# 森亮介
森 亮介（もり りょうすけ、1984年3月10日 - ）は、日本の経営者。2025年6月22日をもってライフネット生命保険株式会社代表取締役社長を退任。2025年7月1日現在GO株式会社の執行役員 CSO Co-CFO 経営戦略本部 本部長に就任。

## 人物
愛知県出身。2002年滝高等学校卒業。2006年京都大学法学部卒業。
2007年ゴールドマン・サックス証券株式会社入社。投資銀行部門にてM&Aや資金調達の財務アドバイザリー業務に従事。
2012年ライフネット生命保険株式会社入社。2016年執行役員、2017年取締役を経て、2018年6月に岩瀬大輔の後任として代表取締役社長に就任。2025年1月株式会社FUNDINNO社外取締役就任。
2025年7月GO株式会社の執行役員 CSO Co-CFO 経営戦略本部 本部長に就任。